# Dolaz (formaggio)
Il Dolaz è un formaggio tradizionale prodotto dal siero di latte da nomadi (Karakoyunlu, Hayta, Honamlı, Sarıkeçili Yörüks) nel distretto dei laghi (Isparta, Afyon e Antalya) in Turchia. Viene generalmente prodotto con latte di pecora e capra.